# Reserva provincial Los Palmares
La Reserva provincial Los Palmares (también llamada Las Palmeras) es un área natural protegida situada en el departamento Anta en la provincia de Salta, Argentina.
 Fue creada con el objetivo de preservar características particulares del ecosistema local, específicamente una formación de palmeras y quebrachos.

## Características generales
El área protegida abarca una superficie de 6000 ha., en cercanías de la localidad de General Pizarro, departamento de Anta, en el sureste de la provincia de Salta, aproximadamente en la posición 24°00′S 63°19′O / -24.000, -63.317.
La protección fue establecida mediante la ley provincial n.º 5360 del año 1979, afectando los terrenos fiscales identificados como Lote 31, en una superficie sin mensura.
Desde el punto de vista fitogeográfico, la reserva pertenece al gran ambiente chaqueño, específicamente al distrito de chaco seco. La reserva carece de todo tipo de implementación y su grado de control es nulo.

## Flora
El área protegida conserva una agrupación particular de palma blanca (Copernicia alba), especie que dio su nombre a la reserva. La flora incluye además palos santos (Bulnesia sarmientoi), quebrachos colorados (Schinopsis balansae), guayacanes (Tabebuia), chañares (Geoffroea decorticans) y mistoles (Ziziphus mistol).

## Fauna
La fauna de la reserva incluye osos hormigueros (Myrmecophaga tridactyla), mayuatos u ositos lavadores (Procyon cancrivorus) y chanchos quimileros (Catagonus wagneri), entre otras varias especies de mamíferos
Si bien la reserva carece de implementación y no se han hecho estudios exhaustivos de su patrimonio natural específico, forma parte de una superficie mayor incluida dentro de las áreas importantes para la conservación de las aves en Argentina e identificada como SA05-Bañados del Quirquincho. Dentro de esta región, se ha registrado la presencia de ejemplares de halconcito gris (Spiziapteryx circumcincta), bandurrita chaqueña (Upucerthia certhioides), canastero de pico corto (Asthenes baeri), crestudo (Coryphistera alaudina), batará hormiguero (Myrmorchilus strigilatus), gallito copetón (Rhinocrypta lanceolata),	calandrita (Stigmatura budytoides), viudita chaqueña (Knipolegus striaticeps), monterita cabeza negra (Poospiza melanoleuca), monterita de collar (Poospiza torquata) y pepitero chico o vira-vira (Saltatricula multicolor), todos ellos considerados endemismos.